# Роуз, Харольд
Харольд Бернард (Гарри) Роуз (англ. Harold Bernard "Harry"  Rose; 27 марта 1900, Рединг, Англия — 1 октября 1941, Уэльс) — английский футболист и тренер. В качестве игрока выступал на позиции защитника за команды «Рединг», «Бристоль Роверс» и «Мид-Рондда Юнайтед».
В период с 1925 по 1926 год был главным тренером нидерландского клуба «Аякс».

## Биография
Харольд Роуз родился в марте 1900 года на юге Англии в городе Рединг. Отец — Джордж Генри Роуз, был родом из Гастингса, мать — Эдит Мери Роуз, родилась в Оксфорде. На момент переписи населения Великобритании в 1901 году отец был портным.
Футбольную карьеру начинал в местных командах «Рединг Либерал Клаб» и «Империал». В 1920 году дебютировал в составе клуба «Рединг», который на тот момент выступал в третьем дивизионе, а в следующем году перешёл в «Бристоль Роверс». За три года в команде он сыграл 14 матчей в чемпионате. В сезоне 1924/25 выступал за валлийский клуб «Мид Ронта Юнайтед».
В августе 1925 года  был назначен главным тренером нидерландского клуба «Аякс» из Амстердама. На этом посту он сменил своего соотечественника Джека Рейнолдса, ушедшего в другой амстердамский клуб — «Блау-Вит». В первом сезоне Роуза команда заняла 4-место в западной группе чемпионата, отстав от победителя группы «Фейеноорда» всего на одно очко. Из кубка страны «красно-белые» выбыли уже на стадии третьего раунда, проиграв клубу ХРК со счётом 2:0.
Сезон 1926/27 начался для «Аякс» с поражения от «Витесса» в товарищеском матче. В первом туре чемпионата подопечные Роуза разгромили в гостях РКХ со счётом 0:3. Спустя три месяца, 29 декабря 1926 года, Харольд покинул занимаемую должность в клубе. Новым тренером амстердамцев стал 34-летний англичанин Сид Касл.
Вскоре Роуз вернулся в Англию и открыл кафе в родном Рединге. Был женат на Беатрисе Эдит Уорд, которая родилась в 1902 году в Элресфорде. В 1920-е годы переехал с супругой в Уэльс. В 1936 году в Абергавенни родилась дочь по имени Анна. С 1927 по 1940 год работал в гостинице Бофорт Армс в Монмуте.
Умер 1 октября 1941 года в возрасте 41 года. Похоронен 4 октября на кладбище города Лланголлен. После его смерти супруга с дочерью вернулись в Рединг.

## Тренерская статистика
| Аякс | 1925—1926 | 311 | 17 | 5 | 9 | 54,83 |

1 ↑ Матчи чемпионата и кубка страны.